# 디미트리오스 콘스탄토풀로스
디미트리오스 콘스탄토풀로스(그리스어: Δημήτριος Κωνσταντόπουλος, Dimitrios Konstantopoulos, 1978년 11월 29일 ~ )는 골키퍼로 활약했던 그리스의 전 축구 선수이다. 선수 생활의 대부분을 그리스와 잉글랜드에서 보냈고 포르투갈 팀인 파렌스에서 활약한 적도 있다. 그리스 축구 국가대표팀에서 활약한 경험도 있는데, UEFA 유로 2012 예선에서 몰타와의 경기에 출전한 것이 그의 유일한 성인 대표팀 출전 기록이다.